# Boarmia cladara
Boarmia cladara is een vlinder uit de familie van de spanners (Geometridae). De wetenschappelijke naam van de soort is voor het eerst geldig gepubliceerd in 1929 door Louis Beethoven Prout.